# Nototriche glabra
Nototriche glabra är en malvaväxtart som beskrevs av Antonio Krapovickas. Nototriche glabra ingår i släktet Nototriche och familjen malvaväxter. Inga underarter finns listade i Catalogue of Life.